# Missenträsket
Missenträsket är en sjö i Skellefteå kommun i Västerbotten och ingår i Skellefteälvens huvudavrinningsområde. Sjön har en area på 0,0913 kvadratkilometer och ligger 317,6 meter över havet. Sjön avvattnas av vattendraget Missenträskbäcken.

## Delavrinningsområde
Missenträsket ingår i det delavrinningsområde (723994-168217) som SMHI kallar för Mynnar i Skidträskån. Medelhöjden är 334 meter över havet och ytan är 11,33 kvadratkilometer. Det finns inga avrinningsområden uppströms utan avrinningsområdet är högsta punkten. Missenträskbäcken som avvattnar avrinningsområdet har biflödesordning 4, vilket innebär att vattnet flödar genom totalt 4 vattendrag innan det når havet efter 116 kilometer. Avrinningsområdet består mestadels av skog (60 procent) och sankmarker (33 procent). Avrinningsområdet har 0,09 kvadratkilometer vattenytor vilket ger det en sjöprocent på 0,8 procent.